# Asenovgrad

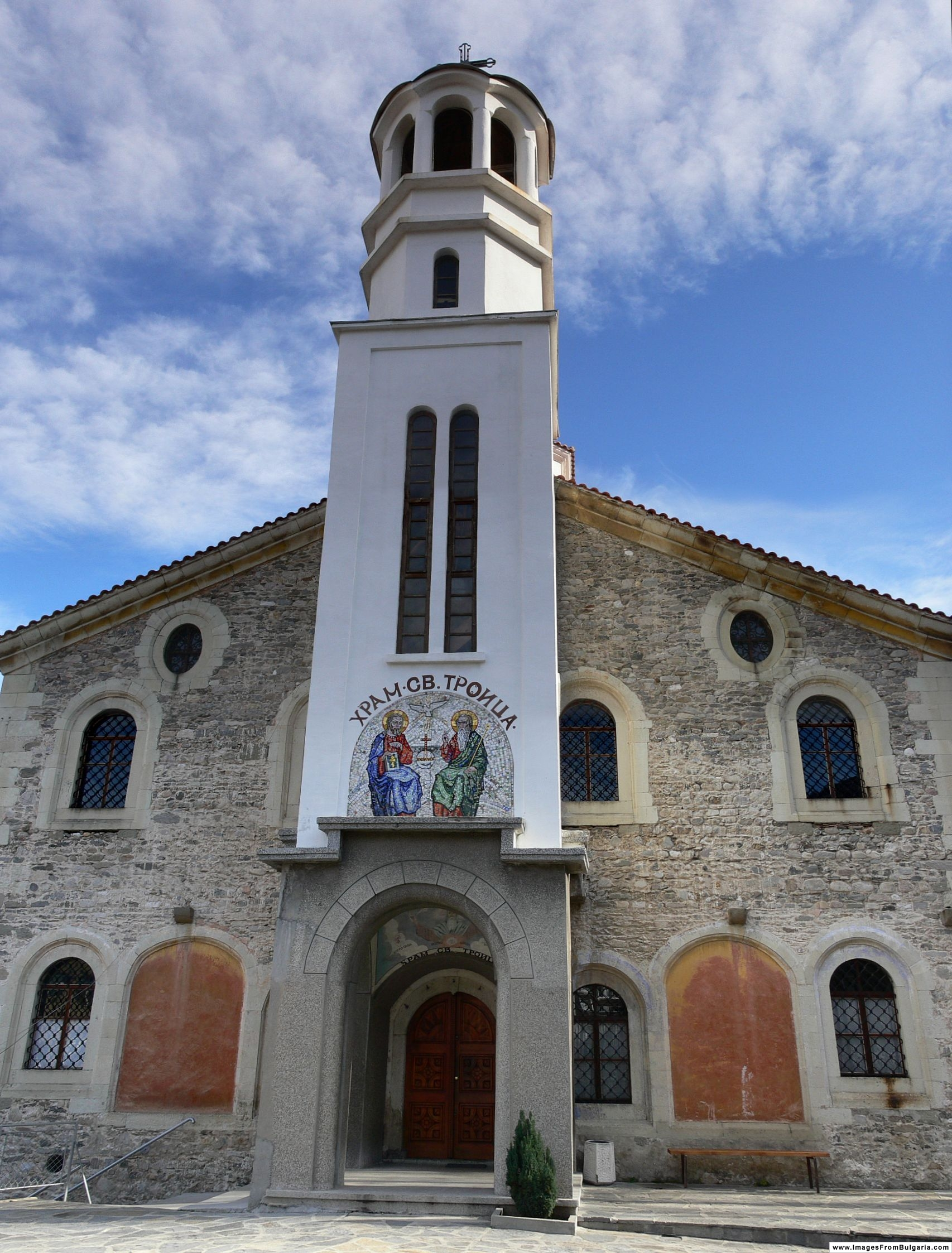
La chiesa della Santa Trinità

Asenovgrad (in bulgaro Асеновград?) è una città della Bulgaria centro-meridionale, situata nella regione di Plovdiv. Conosciuta fino al 1934 come Stanimaka, si trova circa 20 chilometri a sud della capitale regionale Plovdiv. Nei dintorni sorge la fortezza di Asen.
La città è famosa in Bulgaria per i suoi ottimi vini e per essere il maggiore centro per la produzione di abiti da sposa.